# Türkenschanzpark
Le Türkenschanzpark est un parc de Vienne, dans l'arrondissement de Währing. Le parc ouvre sur la Türkenschanze en 1888.

## Histoire
Le Türkenschanzpark se situe sur un site historique. En 1683, au cours du deuxième siège turc de Vienne, il y avait une redoute des Turcs. Néanmoins, la toponymie est un mystère, car la zone était déjà notée "Turkenschanz" dans une représentation topographique de 1649. Le nom remonte probablement au premier siège des Turcs en 1529, mais il n'y a aucune description ou référence à lui.
La zone reste longtemps sous-développée, elle se compose de champs de maïs et de prairies. De plus, du sable et du gravier jaunes pour la construction de Vienne sont extraits ici pendant des siècles. Le "Schreibersche Sandgrube" devient particulièrement connu au XIXe siècle. Ce n'est qu'en 1873 que les premiers cottages viennois sont construits sur la Türkenschanze.
Après l'abandon des projets de création d'un cimetière ou la construction d'un palais d'état-major et le morcellement du terrain de 28,8 ha en maisons début mars 1883, un « comité » est constitué dans la commune indépendante de Währing pour créer un parc public sur la Türkenschanze avec l'architecte Heinrich von Ferstel (1828-1883) comme vice-président. Après la mort de Ferstel en juillet de la même année, l'association est fondée sous la présidence d'honneur de Leopold Friedrich von Hofmann qui tient sa première assemblée générale le 28 octobre 1883 avec 42 membres et l'architecte Karl von Hasenauer comme nouveau vice-président. L'archiduc Charles-Louis reprend le protectorat de l'association.
Sont élus au comité exécutif (conseil d'administration) : Carl von Hasenauer comme président, Edmund Weiss comme président adjoint, Joseph Matthäus Aigner, Raimund Grübl, le publiciste Ludwig Benedict Hahn, le maire d'Ober-Döbling Franz Kreindl, Friedrich Franz Josef von Leitenberger, Teodor Leszetycki, Ferdinand Oberwimmer, l'avocat Theodor Reisch, l'écrivain Friedrich Schütz, Wilhelm Stiassny, Karl Umlauff von Frankenwall et le maire de Währing Friedrich Wagner.
En ce qui concerne le financement du bien, des engagements sont pris, dont plus de 10 000 florins du Fonds d'expansion de la ville de Vienne, 5 000 florins de la commune de Währing, 3 500 florins de la commune d'Ober-Döbling, 1 000 florins comme le premier des six contributions de l'association des cottages viennois et 3 000 florins de l'architecte Ferdinand Oberwimmer, qui, avec le fabricant de cuir et homme politique local Jacques Gerlach, a acquis environ 70 000 m2 de terrain et mis initialement à disposition de l'association jusqu'en juillet 1894.
L'association embauche le directeur du jardin de la ville de Vienne Gustav Sennholz, sous la direction duquel le parc est aménagé dans le style d'un jardin paysager anglais à partir de 1885. L'ancienne tranchée de tir est entassée d'environ 2,5 m de haut, le terrain excavé de 4 m ailleurs fournit l'excavation pour le remplissage d'une montagne artificielle sur laquelle la Paulinenwarte (une tour de guet du nom de sa marraine Pauline von Metternich) est construite. Pour la structure, qui fut conçue comme une coque ou une couverture pour un système de réservoir précédemment construit, les premiers croquis sont de l'architecte Hermann Müller, qui travaille pour l'association, mais les coûts de construction sont trop élevés pour la mise en œuvre, on convient d'un projet de l'architecte Anton Krones senior. Tout aussi laborieux que les travaux de fondation de la tour, un ancien édifice de style renaissance italienne à trois étages, qui, non loin de l'entrée de l'actuelle Gregor-Mendel-Straße, est construit selon les plans de l'architecte Wilhelm Stiassny.
Le 30 septembre 1888, l'empereur François-Joseph inaugure le parc. Il dit vouloir que « l'union physique » des banlieues, comme Währing, avec la ville de Vienne ait lieu bientôt. Ce faisant, l'empereur fait référence aux négociations qui durent depuis quinze ans pour agrandir Vienne en y incorporant les faubourgs. La légère pression exercée par l'empereur fait que 41 banlieues incorporent Vienne le 1er janvier 1892.
En décembre 1892, le parc devient la propriété de la ville de Vienne en échange d'une prise en charge des frais et charges. Cinq ans seulement après son ouverture, l'espace vert, largement délaissé pour des raisons financières, doit être largement régénéré. En 1908, sous le président du district Anton Baumann, l'expansion est décidée après que l'État vend le terrain à la ville dans le cadre de la transaction de la caserne, et achevée en 1910 par l'urbaniste Heinrich Goldemund et le directeur des jardins de la ville Wenzel Hybler.
En 1926, une piscine extérieure pour enfants est construite dans le parc, elle est réparée après la Seconde Guerre mondiale et existe jusqu'en 1991.
En plus des étangs, des ruisseaux et des fontaines, il y a un certain nombre de monuments dans le parc, par exemple pour le poète Adalbert Stifter ou pour les compositeurs Franz Marschner et Emmerich Kálmán, ainsi que l'acteur Leon Askin. En 1991, la fontaine Yunus Emre est inaugurée, offerte par l'ambassadeur de Turquie en gage de l'amitié austro-turque. Un « univers loisirs » de 2 500 m2 avec des installations de sports de balle et une piste de skate est installé en 1999. Le Paulinenwarte est à nouveau accessible en 2010 après que le bâtiment fut fermé pendant environ 25 ans en raison de la vétusté.
Dans le cadre d'une collaboration avec l'Université des ressources naturelles et des sciences de la vie de Vienne, de nombreuses raretés botaniques de tous les continents sont plantées.

## Source de la traduction
- (de) Cet article est partiellement ou en totalité issu de l’article de Wikipédia en allemand intitulé « Türkenschanzpark » (voir la liste des auteurs).